# Bad Moon Rising (альбом Sonic Youth)
Bad Moon Rising (рус. Восход дурной луны) — второй студийный альбом рок-группы Sonic Youth, изданный в марте 1985 года и распространявшийся фирмами Homestead Records (в США) и Blast First (в Великобритании). Альбом в свободной тематике посвящён тёмной стороне Америки, включая отсылки на одержимость, безумие, Чарльза Мэнсона, хэви-метал, сатанизм и встречи ранних европейских поселенцев с коренными американцами.
Выпущенный под сильные отзывы андеграундной музыкальной прессы, Bad Moon Rising стал первым альбомом группы, в котором экспериментальный материал сочетался с переходными частями и сегментами. Альбому предшествовал сингл «Death Valley '69», который не попал в чарты ни в США, ни в Великобритании (трек был перезаписан для альбома и снова выпущен как сингл в июне 1985 года). Альбом был назван в честь песни 1969 года «Bad Moon Rising» группы Creedence Clearwater Revival.

## Предыстория и запись
Sonic Youth была образована в Нью-Йорке в 1981 году гитаристами Тёрстоном Муром и Ли Ранальдо и бас-гитаристкой Ким Гордон. Группа подписала контракт с Neutral Records Гленна Бранки, выпустив мини-альбом Sonic Youth в марте 1982 года. Поскольку Sonic Youth выпустила ряд альбомов и EP, получившие признание критиков, в том числе альбом Confusion Is Sex и Kill Yr Idols в 1983 году, несколько барабанщиков присоединились к группе и покинули её. Боб Бёрт вернулся в Sonic Youth после тура в поддержку Confusion Is Sex в середине 1983 года. Нью-йоркская пресса в значительной степени игнорировала Sonic Youth (а также нойз-рок-сцену в городе) до тех пор, пока в октябре 1983 года в Лондоне не состоялся катастрофический дебют, который на самом деле получил восторженные отзывы в британских газетах Sounds и NME. Когда группа вернулась в Нью-Йорк, очередь в CBGB на их концерты обошла весь квартал.
К середине 1984 года Sonic Youth играли в городе почти еженедельно, но её участники начали понимать, что у их музыкального подхода мало будущего; Мур позже сказал: «это доходило до крайности». Они вернулись на репетиционную точку, перенастроили свои гитары и сменили оборудование так, чтобы не могли играть свои старые песни, и начали писать новый материал.
После периода интенсивного сочинения песен группа вошла в студию BC продюсера Мартина Биси, в Бруклине, штат Нью-Йорк, в сентябре 1984 года. Биси раннее записывал рэперов и местных авангардных музыкантов, таких как Джон Зорн, Эллиот Шарп и Билл Ласвелл.
Обложка альбома представляет собой фотографию художника Джеймса Уэллинга, на которой изображено пугало с пылающей тыквой вместо головы как у Джека-фонаря.

## Музыка
Альбом начинается с «Intro» — короткого инструментального произведения с участием нескольких гитар, описанного Майклом Азеррадом как «меланхоличная, мяукающая слайд-линия, воспроизводящая тонкую стопку кристаллоподобных арпеджио». «Intro» переходит в следующую песню «Brave Men Run (In My Family)», названную в честь картины американского художника Эдварда Руша. Песня начинается с одного риффа, повторяющегося в течение минуты, прежде чем Гордон пробормочет: «Храбрый человек бежит в моей семье/Храбрые люди убегают от меня». Рифф переходит в третью песню альбома «Society Is a Hole» — «гимн в один аккорд аномии большого города». Использование Sonic Youth переходных фрагментов в альбоме было вдохновлено их живыми выступлениями, на которых Мур или Ранальдо настраивали гитары в течение пяти минут, в то время как другие играли медленные переходные гитарные риффы или предварительно записанные звуковые коллажи.
«I Love Her All the Time» включает в себя обширную подготовленную гитару Ранальдо и использование только одного аккорда с нойз-секцией посередине; как и многие песни альбома, она фокусируется на текстуре и ритме, а не на мелодии. Вторая сторона альбома, которая включает экспериментальную «Ghost Bitch» (в которой Ранальдо играет на акустической гитаре и делает отсылку в тексте на первую встречу коренных американцев с европейскими поселенцами), «I’m Insane» и «Justice Is Might», расширяет концепцию звукового ландшафта; в песнях есть повторяющиеся гитарные риффы, которые переходят от одной песни к другой, в то время как Мур и Гордон бормочут загадочные тексты.
«Death Valley '69», ближе к альбому, стала результатом сотрудничества Мура и нью-йоркской певицы и поэтессы Лидии Ланч, что принесло Sonic Youth некоторую популярность на колледж-радиостанциях. Описывая стиль альбома, журнал Pitchfork назвал его «не столько коллекцией песен, сколько продолжительным, нескончаемым шумом, цельный по звучанию и тематике».

## Приём критиков
| Оценки критиков               | Оценки критиков |
| Источник                      | Оценка          |
| ----------------------------- | --------------- |
| AllMusic                      | [ 1 ]           |
| Blender                       | [ 9 ]           |
| Chicago Tribune               | [ 10 ]          |
| Encyclopedia of Popular Music | [ 11 ]          |
| Entertainment Weekly          | B               |
| Pitchfork                     | 8.1/10          |
| Q                             | [ 13 ]          |
| The Rolling Stone Album Guide | [ 14 ]          |
| Spin Alternative Record Guide | 5/10            |
| The Village Voice             | B               |

AllMusic отметил мрачный тон альбома, написав следующее: «альбом, совершенно не похожий ни на один другой в красочном каноне Sonic Youth, Bad Moon Rising захватывает нью-йоркскую группу в 1985 году во время её самой мрачной стадии, которая довольно запретна, но всё равно завораживает». В Trouser Press писали, что альбом «[излучает] всю ужасную красоту грибовидного облака на горизонте». В Pitchfork описали эстетику альбома как «неотразимую».

### Награды
Alternative Press включил альбом в число лучших альбомов с 1985 по 1995 г. под номером 42 — выше, чем их же Daydream Nation (1988 г.).

## Список композиций
1. «Intro» — 1:12
2. «Brave Men Run (In My Family)» — 3:57
3. «Society Is a Hole» — 4:54
4. «I Love Her All the Time» — 8:19
5. «Ghost Bitch» — 4:24
6. «I’m Insane» — 6:56
7. «Justice Is Might» — 2:57
8. «Death Valley '69» — 5:12

### Комментарии
1. ↑  Вероятно имелось в виду студия Before Christ.

1. 1 2 3  Birchmeier, Jason. Bad Moon Rising – Sonic Youth. AllMusic. Дата обращения: 2 апреля 2013. Архивировано 28 октября 2021 года.
2. ↑  Terich, Jeff. Beginner's Guide: No Wave. Treble (6 июля 2015). Дата обращения: 6 июля 2019. Архивировано 28 октября 2021 года.
3. ↑  Bad Moon Rising Review | Sonic Youth | Compact Discs | Reviews @ Ultimate-Gutar.com. Ultimate Guitar (6 июня 2012). Дата обращения: 12 июня 2016. Архивировано 5 октября 2016 года.
4. ↑  October 22, 2018. THE TOP 100 POST-PUNK ALBUMS Архивная копия от 19 октября 2021 на Wayback Machine. treblezine.com
5. 1 2 3 4 5 6 7 8 9 10  Azerrad, Michael. Our Band Could Be Your Life: Scenes from the American Indie Underground, 1981–1991. — Back Bay Books, 2002. — ISBN 0-316-78753-1.
6. ↑  Sonic Youth: Our 1985 Interview. Spin (21 июля 2019). Дата обращения: 29 апреля 2020. Архивировано 10 апреля 2020 года.
7. ↑  Intense Humming Of Evil - 10 tracks that reference Charles Manson (англ.). NME (30 июля 2019). Дата обращения: 21 мая 2021. Архивировано 21 мая 2021 года.
8. 1 2 3  Camp, Zoe. Sonic Youth: Bad Moon Rising. Pitchfork (15 апреля 2015). Дата обращения: 29 августа 2015. Архивировано 6 сентября 2015 года.
9. ↑  Wolk, Douglas (October 2006). Back Catalogue: Sonic Youth. Blender (52): 154–55.
10. ↑  Kot, Greg. The Evolution Of Sonic Youth. Chicago Tribune (27 сентября 1992). Дата обращения: 20 июня 2013. Архивировано 26 декабря 2014 года.
11. ↑  Larkin, Colin. The Encyclopedia of Popular Music. — 5th concise. — Omnibus Press, 2011. — ISBN 978-0-85712-595-8.
12. ↑  Sonic Youth: Bad Moon Rising. Entertainment Weekly: 62. 31 марта 1995.
13. ↑  Sonic Youth: Bad Moon Rising. Q (118): 144. July 1996.
14. ↑  Sheffield, Rob. Sonic Youth // The New Rolling Stone Album Guide. — 4th. — Simon & Schuster, 2004. — P. 758–59. — ISBN 0-7432-0169-8.
15. ↑  Spin Alternative Record Guide. — Vintage Books, 1995. — ISBN 0-679-75574-8.
16. ↑  Christgau, Robert (27 августа 1985). Christgau's Consumer Guide. The Village Voice. Архивировано 28 октября 2021. Дата обращения: 28 октября 2021.
17. ↑  Sheridan, David; Leland, John; Kot, Greg; Robbins, Ira; Pattyn, Jay. trouserpress.com :: Sonic Youth. trouserpress.com. Дата обращения: 12 апреля 2013. Архивировано 7 июня 2014 года.
18. ↑  Rocklist.net..Alternative Press.. rocklistmusic.co.uk. Дата обращения: 2 апреля 2013. Архивировано 31 марта 2018 года.